# Yuulngu jezici
Yuulngu jezici (privatni kod: yuul), ogranak pama-nyunganskih jezika iz Australije, koji se dalje dijele na tri podskupine:
a. Dhangu (2): dhangu [dhg]; yan-nhangu [jay]
b. Dhuwal (6): dayi [dax]; dhuwal [duj]; djambarrpuyngu [djr]; gumatj [gnn]; gupapuyngu [guf]; ritarungo [rit]
c. Djinang (2): djinang [dji]; djinba [djb].

## Vanjske poveznice
- Ethnologue (14th)
- Ethnologue (15th)